# Va Va Voom
Singles de Nicki Minaj
Out of My Mind
(2012) The Boys
(2012)
Va Va Voom est une chanson de l'artiste de hip-hop américano-trinidadienne Nicki Minaj, issue de l'édition deluxe de son second album studio, Pink Friday: Roman Reloaded. La chanson devait initialement sortir en tant que premier single issu de l'album, mais son label abandonna cette idée et se tourner à la dernière minute vers Starships.

## Genèse
Va Va Voom était initialement prévue pour être le premier single. Il était également prévu que la chanson soit envoyée en Rhythmic radio le 7 février 2012 avant d'être repoussé au 14 février 2012 pour la Rhythmic et Top 40/Mainstream radio,, cependant, le label annula sa sortie à la dernière minute et décida de continuer avec Starships en tant que premier single. Minaj révéla la pochette via Twitter, celle-ci montre un fond gris avec le titre « Va. Va. Voom » en rouge et le nom de l'artiste, Nicki Minaj en blanc.

## Réception critique
Va Va Voom recueilli des avis élogieux venant des critiques, la plupart ayant félicité le « genre » de la chanson comme un mash-up et par rapport aux single Super Bass sorti en 2011. Selon Kara Klenk de MTV, Va Va Voom reste une « piste qui se démarque » sur l'album avec Beautiful Sinner, Come on a Cone et Beez in the Trap  Sarah Crafford du The Sun Chronicle recommanda aux auditeurs la chanson qui favorise les chansons pop de Minaj, complimentant la chanson comme un « tube accrocheur » . Comparant la chanson à Super Bass, Alexander Miller du Quad News de la Quinnipiac University déclara que Va Va Voom se trouverait être le seul tube en tant que piste bonus sur l'album .

## Clip vidéo
Un clip pour la chanson a été réalisé le 21 décembre 2011 à Los Angeles aux États-Unis. Il sortira 10 mois plus tard le samedi 27 octobre 2012 en version VEVO.
Ce clip à des similitudes avec le conte de fée Blanche-Neige

## Classement hebdomadaire
| Classement (2012)                         | Meilleure position |
| ----------------------------------------- | ------------------ |
| Allemagne (Media Control AG)              | 34                 |
| Autriche (Ö3 Austria Top 40)              | 53                 |
| Australie (ARIA)                          | 36                 |
| Belgique (Flandre Ultratop 50 Singles)    | 1                  |
| Belgique (Wallonie Ultratop 50 Singles)   | 6                  |
| Canada (Hot 100)                          | 18                 |
| Tchéquie (IFPI Rádio)                     | 35                 |
| Finlande (Suomen virallinen lista)        | 30                 |
| France (SNEP)                             | 54                 |
| Hongrie (Rádiós Top 40)                   | 28                 |
| Irlande (IRMA)                            | 13                 |
| Italie (FIMI)                             | 80                 |
| Nouvelle-Zélande (RMNZ)                   | 20                 |
| Slovaquie (IFPI Rádio)                    | 19                 |
| Suisse (Schweizer Hitparade)              | 47                 |
| Suède (Sverigetopplistan)                 | 28                 |
| Royaume-Uni (UK Singles Chart)            | 20                 |
| Royaume-Uni R&B (Official Charts Company) | 3                  |
| États-Unis (Hot 100)                      | 22                 |
| États-Unis (Pop Airplay)                  | 13                 |

### Certifications
| Pays       | Certification |
| ---------- | ------------- |
| Australie  | Or            |
| États-Unis | Or            |

Il a également été sélectionné dans le premier CD des NRJ Music Awards 2013

## Historique de sortie
| Pays       | Date            | Format         |
| ---------- | --------------- | -------------- |
| États-Unis | 23 octobre 2012 | Radiodiffusion |